# 오키쓰역
오키쓰역(일본어: 興津駅 오키쓰에키[*])은 일본 시즈오카현 시즈오카시 시미즈구에 있는 철도역이다.

## 역 구조
2면 3선 구조의 지상역이다. 1·2번선이 본선, 3번선이 부본선이다. 두 승강장 사이는 구름다리로 연결되어 있다. 오키쓰 역을 중심으로 회차하는 열차들이 운행되고 있다.
시미즈 역이 관리하는 업무 위탁역으로, 영업은 도카이 교통 사업이 대신 하고 있다.

### 승강장
| 1 | ■ 도카이도 본선 | 시즈오카·시마다·하마마쓰 방면                               |
| 2 | ■ 도카이도 본선 | 누마즈·미시마·아타미 방면                                   |
| 3 | ■ 도카이도 본선 | 시즈오카·시마다·하마마쓰 방면(이 역을 시종점으로 하는 열차) |
| 3 | ■ 도카이도 본선 | 누마즈·미시마·아타미 방면(대피하는 열차)                    |

## 역세권 정보
- 국도 제1호선

## 역사
- 1889년 2월 1일: 영업 개시.
- 1981년 10월 24일: 역사 개축.
- 1987년 4월 1일: 도카이 여객철도에 이관.
- 2008년 3월 1일: TOICA의 사용이 개시되었다.

## 인접역
| 도카이 여객철도 도카이도 본선 | 도카이 여객철도 도카이도 본선 | 도카이 여객철도 도카이도 본선 |
| ----------------------------- | ----------------------------- | ----------------------------- |
| 유이 아타미 방면              | ■ 도카이도 본선               | 시미즈 하마마쓰 방면          |